# Pusling (film)
 For alternative betydninger, se Pusling (flertydig). (Se også artikler, som begynder med Pusling)
Pusling er en dansk novellefilm fra 2008, der er instrueret af Christina Rosendahl med manuskript Torbjørn Rafn.
Denne film er en del af antologien Farlige Film.

## Handling
Piv går i 3 klasse. Hun er en stille pige, der ofte bliver mobbet af den stride Mia og hendes veninder. En aften har Pivs forældre inviteret en af deres gamle venner på middag. Vennen har taget sin datter med, som til Pivs rædsel viser sig at være Mia. Forældrene ved ikke noget om pigernes belastede forhold til hinanden og bemærker heller ikke noget under middagen. Efter middagen går Piv og Mia en aftentur i den mørke skov, hvor Piv tidligere har set en død kat i skovsøen. Hun udfordrer Mia: Tør hun ligesom Piv gå hele vejen ud af den væltede træstamme for at se katten?